# エンディングズ、ビギニングズ
『エンディングズ、ビギニングズ』（原題:Endings, Beginnings）は2019年に公開されたアメリカ合衆国・韓国合作の恋愛映画である。監督はドレイク・ドレマス、主演はシャイリーン・ウッドリーが務めた。

## 概略
カリフォルニア州ロサンゼルス。30代の女性、ダフネは恋人のエイドリアンと破局し、そのショックからなかなか立ち直れずにいた。そんなある日、ダフネは姉（ビリー）が主催したパーティーで2人の魅力的な男性（フランクとジャック）と出会った。自由人のフランクと生真面目なジャックは好対照をなしていた。2人から言い寄られたダフネだったが、どちらか一方を選ぶことができなかったため、やむなく2人同時並行で交際することにした。
ダフネは2人との交際を通して新しい自分を見出し、生活に潤いを取り戻すことができた。ところが、夢のような時間は長続きせず、ダフネは想像以上の困難に直面することとなった。

## キャスト
- シャイリーン・ウッドリー - ダフネ
- ジェイミー・ドーナン - ジャック
- セバスチャン・スタン - フランク
- マシュー・グレイ・ギュブラー - エイドリアン
- リンゼイ・スローン - ビリー
- ベン・エスラー - ジェド
- シャミア・アンダーソン - ジョナサン
- ギャレット・コフィー - JJ
- シェリー・コーラ - クリス
- ノーリーン・デウルフ - ノーリーン
- ウェンディ・マリック - スー
- キーラ・セジウィック - イングリッド

## 製作
2018年10月18日、ドレイク・ドレマス監督の新作映画にシャイリーン・ウッドリー、ジェイミー・ドーナン、セバスチャン・スタン、マシュー・グレイ・ギュブラーが出演することになったと報じられた。24日、リンゼイ・スローンが起用された。26日、シャミア・アンダーソンが本作に出演するとの報道があった。11月12日、シェリー・コーラがキャスト入りした。2019年9月3日、フィリップ・エクストロームが本作で使用される楽曲を手掛けると報じられた。

## 公開・マーケティング
2019年9月8日、本作は第44回トロント国際映画祭でプレミア上映された。10月29日、サミュエル・ゴールドウィン・フィルムズが本作の全米配給権を獲得したとの報道があった。2020年2月19日、本作のオフィシャル・トレイラーが公開された。
当初、本作は2020年5月1日に全米公開される予定だったが、アメリカ国内で新型コロナウイルスが流行したために、多くの映画館が休業するという事態が発生した。そのため、サミュエル・ゴールドウィン・フィルムズは本作の劇場公開を取りやめ、4月17日にデジタル配信を始めた。

## 評価
本作に対する批評家からの評価は平凡なものに留まっている。映画批評集積サイトのRotten Tomatoesには41件のレビューがあり、批評家支持率は39%、平均点は10点満点で4.92点となっている。サイト側による批評家の見解の要約は「『エンディングズ、ビギニングズ』のストーリーは雑に構成されており、無意味にダラダラしている。それが原因で、才能豊かなキャスト陣の好演も無駄になってしまった。」となっている。また、Metacriticには14件のレビューがあり、加重平均値は40/100となっている。